# Italia de Nord
Italia de Nord sau „Italia Superioară” este după cum îi spune numele partea de nord a peninsulei Italice care se poate subîmpărți în „Italia de Nord”, „Italia Centrală” și „Italia de Sud”.

## Delimitări geografice
„Italia de Nord” cuprinde regiunea Alpilor italieni, Valea Padului și partea nordică a Apeninilor până la Toscana și Marche. Ea se învecinează la vest cu Franța la nord și nord-vest cu Elveția, la nord nord-est cu Austria și la est cu Slovenia.
- Italia de Nord-Vest cuprinde regiunile: Valle d'Aosta, Piemont, Lombardia, Liguria
- Italia de Nord-Est cuprinde regiunile: Friuli-Veneția Giulia, Veneto, Trentino-Tirolul de Sud, Emilia-Romagna.